# タスカータソルテ
タスカータソルテは日本の競走馬である。馬名の由来はイタリア語で「ポケット一杯の幸せ」。おもな勝鞍は札幌記念、京都新聞杯、中京記念。

## 戦績

### 2歳・3歳
2006年8月13日、札幌にてデビュー。2戦目となる同年12月17日、中京にて初勝利を挙げる。
2007年、3歳初戦の条件特別を快勝後、クラシックを視野に入れ弥生賞・毎日杯に出走するも共に敗れたために賞金を加算できず皐月賞への出走はならなかった。
態勢を立て直し京都新聞杯に出走、中団追走から外に持ち出し先頭に立つとそのままゴール。重賞初制覇を果たす。日本ダービーでは鞍上に武豊を迎えるも11着と大敗。神戸新聞杯で6着に敗れた後に出走した菊花賞では距離に対応できず、ここでも9着と敗北を喫する。

### 4歳
2008年、4歳初戦は中京記念に出走。直線にて先頭に立つと後続馬の追走を振り切り、重賞2勝目をあげた。
しかし続いて出走した日経賞では6着だった。その後の4月4日にシンガポール航空インターナショナルカップの選出馬となり招待を受諾したことが発表され、初の海外遠征を行うことになった。しかし4月11日に衛生条件に関する協議の結果、出走不可能になったと発表され遠征を断念せざるを得ない結果となった。
目標を切り替え、5月31日の金鯱賞に出走。2走前の中京記念を勝った同距離のレースであったが、道悪馬場がこたえたのか見せ場なく11着に終わった。
その後短期放牧を挟んで北海道シリーズで復帰、函館記念7着を経て札幌記念に出走。レースは2007年有馬記念馬のマツリダゴッホが4角で先頭に立ち、そのまま押し切ろうかというところを外から急襲しゴール前で差し切って重賞3勝目を挙げた。尚、勝ち時計は1分58秒6で18年間破られなかったグレートモンテの基準タイムを上回り、札幌競馬場の芝2000mコースの初のレコード記録となった。しかし天皇賞（秋）では5番人気だったが17着とシンガリ負けを喫した。続いて出走した福島記念では2番人気に支持されたがいいところなく10着に敗れた。

### 5歳
2009年、5歳緒戦は京都記念に出走。道中最後方から直線追い込んだが5着に終わった。その後、シンガポールに遠征し5月17日のシンガポール航空インターナショナルカップ (G1) に出走。レースでは後方から追走したものの最後の直線で伸びず5着に敗れた。帰国後は連覇のかかった札幌記念に出走したが、ブービーの15着と大敗した。その後、12月12日の中日新聞杯ではいいところなく9着に終わった。

### 6歳
2010年、6歳緒戦は中京記念。12番人気と低評価だったが、シャドウゲイトの2着と好走した。続く大阪杯では中団から追い上げるも5着に敗れた。金鯱賞は最後の直線で左第1指関節脱臼を発症し、競走中止。予後不良と診断され、安楽死の処置がとられた。

## 競走成績
| 年月日 | 年月日 | 年月日 | 競馬場   | 競走名                | 格      | 頭 数 | 枠 番 | 馬 番 | オッズ （人気） | オッズ （人気） | 着順 | 騎手       | 斤量 [kg] | 距離（馬場）  | タイム （上り3F） | 着差     | 勝ち馬/（2着馬）       |
| 2006   | 8.     | 13     | 札幌     | 2歳新馬               |         | 13    | 3     | 3     | 04.9            | 0（2人）        | 10着 | 藤田伸二   | 55        | 芝1800m（良） | 01:51.8 (36.2)    | -2.3     | マンハッタンバー       |
|        | 12.    | 17     | 中京     | 2歳未勝利             |         | 16    | 8     | 15    | 03.0            | 0（1人）        | 01着 | 中舘英二   | 55        | 芝2000m（良） | 02:01.6 (34.8)    | -0.3     | （マイネルヴルメリオ） |
| 2007   | 1.     | 7      | 京都     | 福寿草特別            | 500万下 | 9     | 8     | 8     | 02.4            | 0（1人）        | 01着 | 岩田康誠   | 56        | 芝2000m（稍） | 02:04.1 (36.1)    | -0.7     | （マイネインティマ）   |
|        | 3.     | 4      | 中山     | 弥生賞                | JpnII   | 14    | 8     | 14    | 07.1            | 0（3人）        | 07着 | 岩田康誠   | 56        | 芝2000m（良） | 02:01.7 (35.5)    | -1.2     | アドマイヤオーラ       |
|        | 3.     | 24     | 阪神     | 毎日杯                | JpnIII  | 14    | 8     | 13    | 09.4            | 0（5人）        | 08着 | 岩田康誠   | 56        | 芝1800m（稍） | 01:48.7 (34.5)    | -0.7     | ナムラマース           |
|        | 5.     | 5      | 京都     | 京都新聞杯            | JpnII   | 15    | 2     | 2     | 03.9            | 0（2人）        | 01着 | 岩田康誠   | 56        | 芝2200m（良） | 02:13.5 (34.4)    | -0.1     | （ローズプレステージ） |
|        | 5.     | 27     | 東京     | 東京優駿              | JpnI    | 18    | 1     | 1     | 23.7            | 0（7人）        | 11着 | 武豊       | 57        | 芝2400m（良） | 02:25.8 (34.6)    | -1.3     | ウオッカ               |
|        | 9.     | 23     | 阪神     | 神戸新聞杯            | JpnII   | 15    | 1     | 1     | 24.7            | 0（6人）        | 06着 | 福永祐一   | 56        | 芝2400m（良） | 02:25.6 (35.7)    | -0.9     | ドリームジャーニー     |
|        | 10.    | 21     | 京都     | 菊花賞                | JpnI    | 18    | 4     | 7     | 23.6            | （10人）        | 09着 | 福永祐一   | 57        | 芝3000m（良） | 03:05.9 (35.8)    | -0.8     | アサクサキングス       |
|        | 12.    | 2      | 中京     | 中日新聞杯            | JpnIII  | 16    | 7     | 13    | 04.7            | 0（2人）        | 03着 | C.ルメール | 55        | 芝2000m（良） | 01:58.7 (34.9)    | -0.2     | サンライズマックス     |
| 2008   | 3.     | 9      | 中京     | 中京記念              | GIII    | 18    | 1     | 2     | 09.5            | 0（6人）        | 01着 | 中舘英二   | 56        | 芝2000m（良） | 01:58.4 (34.8)    | -0.0     | （センカク）           |
|        | 3.     | 29     | 中山     | 日経賞                | GII     | 15    | 3     | 3     | 12.1            | 0（5人）        | 06着 | 後藤浩輝   | 56        | 芝2500m（良） | 02:33.9 (35.3)    | -1.2     | マツリダゴッホ         |
|        | 5.     | 31     | 中京     | 金鯱賞                | GII     | 17    | 3     | 6     | 13.7            | 0（7人）        | 11着 | 中舘英二   | 57        | 芝2000m（稍） | 02:00.1 (35.6)    | -1.0     | エイシンデピュティ     |
|        | 7.     | 27     | 函館     | 函館記念              | JpnIII  | 14    | 3     | 3     | 13.9            | 0（8人）        | 07着 | 横山典弘   | 57        | 芝2000m（良） | 02:00.7 (36.7)    | -0.4     | トーセンキャプテン     |
|        | 8.     | 24     | 札幌     | 札幌記念              | JpnII   | 11    | 5     | 5     | 12.5            | 0（5人）        | 01着 | 横山典弘   | 57        | 芝2000m（良） | R1:58.6 (34.3)    | -0.0     | （マツリダゴッホ）     |
|        | 11.    | 2      | 東京     | 天皇賞（秋）          | GI      | 17    | 6     | 12    | 20.6            | 0（5人）        | 17着 | C.ルメール | 58        | 芝2000m（良） | 01:58.8 (35.7)    | -1.6     | ウオッカ               |
|        | 11.    | 24     | 福島     | 福島記念              | JpnIII  | 15    | 5     | 9     | 07.2            | 0（2人）        | 10着 | 松田大作   | 58        | 芝2000m（良） | 02:01.1 (36.5)    | -1.0     | マンハッタンスカイ     |
| 2009   | 2.     | 21     | 京都     | 京都記念              | GII     | 12    | 6     | 8     | 14.2            | 0（4人）        | 05着 | M.デムーロ | 58        | 芝2200m（良） | 02:15.5 (35.3)    | -0.9     | アサクサキングス       |
|        | 5.     | 17     | クランジ | シンガポール航空国際C | G1      | 12    | -     | 10    | -               | -               | 05着 | 岩田康誠   | 57        | 芝2000m（良） | 01:59.97          | -0.77    | Gloria de Campeao      |
|        | 8.     | 23     | 札幌     | 札幌記念              | GII     | 16    | 5     | 9     | 19.2            | 0（5人）        | 15着 | 岩田康誠   | 57        | 芝2000m（良） | 02:02.5 (37.1)    | -1.8     | ヤマニンキングリー     |
|        | 12.    | 12     | 中京     | 中日新聞杯            | GIII    | 15    | 3     | 4     | 29.8            | 0（8人）        | 09着 | 中舘英二   | 57.5      | 芝2000m（良） | 01:58.7 (36.2)    | -1.3     | アーネストリー         |
| 2010   | 3.     | 13     | 中京     | 中京記念              | GIII    | 18    | 8     | 18    | 46.2            | （12人）        | 02着 | 松田大作   | 57        | 芝2000m（良） | 02:02.2 (35.1)    | -0.2     | シャドウゲイト         |
|        | 4.     | 4      | 阪神     | 産経大阪杯            | GII     | 12    | 5     | 5     | 20.3            | 0（5人）        | 05着 | 松田大作   | 57        | 芝2000m（良） | 01:59.7 (34.9)    | -0.2     | テイエムアンコール     |
|        | 5.     | 29     | 京都     | 金鯱賞                | GII     | 14    | 2     | 2     | 12.5            | 0（5人）        | 中止 | 松田大作   | 57        | 芝2000m（良） | 競走中止          | 競走中止 | アーネストリー         |

- タイム欄のRはレコード勝ちを示す。

## 血統表
| タスカータソルテの血統ゼダーン系 / Northern Dancer3×4=18.75%・Lady Angela5×4=9.38%・Hyperion5×5=6.25% | タスカータソルテの血統ゼダーン系 / Northern Dancer3×4=18.75%・Lady Angela5×4=9.38%・Hyperion5×5=6.25% | タスカータソルテの血統ゼダーン系 / Northern Dancer3×4=18.75%・Lady Angela5×4=9.38%・Hyperion5×5=6.25% | （血統表の出典）   | （血統表の出典） |
| 父 ジャングルポケット 1998 鹿毛                                                                       | 父の父*トニービン Tony Bin 1983 鹿毛                                                                  | *カンパラ Kampala                                                                                     | Kalamoun           | Kalamoun         |
| 父 ジャングルポケット 1998 鹿毛                                                                       | 父の父*トニービン Tony Bin 1983 鹿毛                                                                  | *カンパラ Kampala                                                                                     | State Pension      |                  |
| 父 ジャングルポケット 1998 鹿毛                                                                       | 父の父*トニービン Tony Bin 1983 鹿毛                                                                  | Severn Bridge                                                                                         | Hornbeam           | Hornbeam         |
| 父 ジャングルポケット 1998 鹿毛                                                                       | 父の父*トニービン Tony Bin 1983 鹿毛                                                                  | Severn Bridge                                                                                         | Priddy Fair        |                  |
| 父 ジャングルポケット 1998 鹿毛                                                                       | 父の母*ダンスチャーマー Dance Charmer 1990 黒鹿毛                                                     | Nureyev                                                                                               | Northern Dancer    | Northern Dancer  |
| 父 ジャングルポケット 1998 鹿毛                                                                       | 父の母*ダンスチャーマー Dance Charmer 1990 黒鹿毛                                                     | Nureyev                                                                                               | Special            |                  |
| 父 ジャングルポケット 1998 鹿毛                                                                       | 父の母*ダンスチャーマー Dance Charmer 1990 黒鹿毛                                                     | Skillful Joy                                                                                          | Nodouble           | Nodouble         |
| 父 ジャングルポケット 1998 鹿毛                                                                       | 父の母*ダンスチャーマー Dance Charmer 1990 黒鹿毛                                                     | Skillful Joy                                                                                          | Skillful Miss      |                  |
| 母 ブリリアントカット 1987 鹿毛                                                                       | 母の父*ノーザンテースト Northern Taste 1971 栗毛                                                      | Northern Dancer                                                                                       | Nearctic           | Nearctic         |
| 母 ブリリアントカット 1987 鹿毛                                                                       | 母の父*ノーザンテースト Northern Taste 1971 栗毛                                                      | Northern Dancer                                                                                       | Natalma            |                  |
| 母 ブリリアントカット 1987 鹿毛                                                                       | 母の父*ノーザンテースト Northern Taste 1971 栗毛                                                      | Lady Victoria                                                                                         | Victoria Park      | Victoria Park    |
| 母 ブリリアントカット 1987 鹿毛                                                                       | 母の父*ノーザンテースト Northern Taste 1971 栗毛                                                      | Lady Victoria                                                                                         | Lady Angela        |                  |
| 母 ブリリアントカット 1987 鹿毛                                                                       | 母の母*ジエヌインダイアモンド Genuine Diamond 1979 黒鹿毛                                             | Irish Ruler                                                                                           | Bold Ruler         | Bold Ruler       |
| 母 ブリリアントカット 1987 鹿毛                                                                       | 母の母*ジエヌインダイアモンド Genuine Diamond 1979 黒鹿毛                                             | Irish Ruler                                                                                           | Irish Witch        |                  |
| 母 ブリリアントカット 1987 鹿毛                                                                       | 母の母*ジエヌインダイアモンド Genuine Diamond 1979 黒鹿毛                                             | Diamonds for Dolly                                                                                    | Right Proud        | Right Proud      |
| 母 ブリリアントカット 1987 鹿毛                                                                       | 母の母*ジエヌインダイアモンド Genuine Diamond 1979 黒鹿毛                                             | Diamonds for Dolly                                                                                    | Dolly Dale F-No.11 |                  |

- 半姉プリンセスカット（父トニービン）の産駒に2010年きさらぎ賞勝ち馬のネオヴァンドームがいる。